# 斯圖波奇基

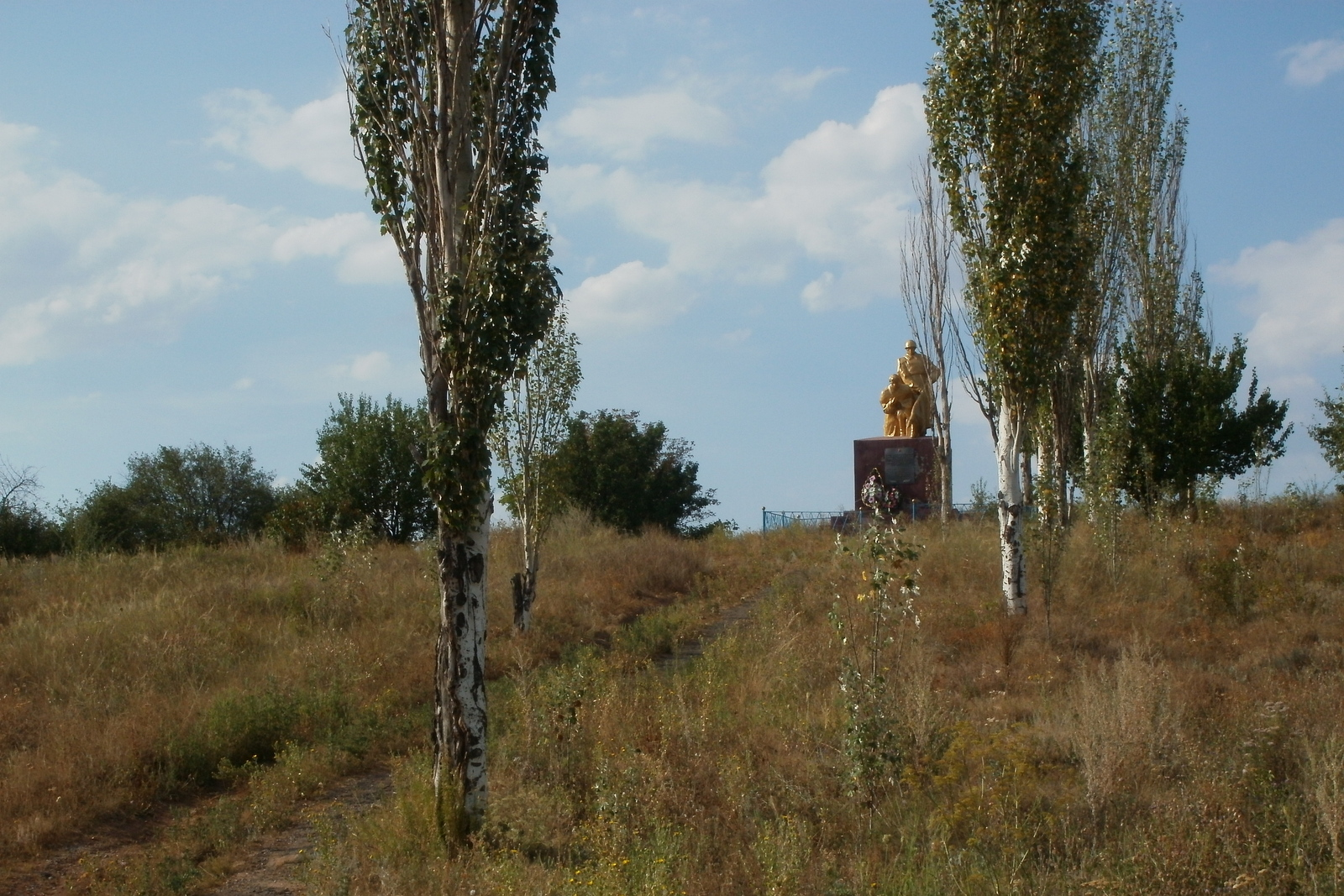
烈士墓

斯图波奇基（羅馬化：Stupochky）是乌克兰顿涅茨克州克拉马托尔斯克区康斯坦丁尼夫卡市镇的村庄，2001年人口89。

## 人口
該村人口的89人中，分別有67人（75.28%）以乌克兰语、21人（23%）以俄语和1人（1.12%）以摩爾多瓦語作母語。